# 吉爾莫女孩
《吉爾莫女孩》又名《奇異果女孩》，是一部於2000年10月5日在The WB開播的美國喜劇劇情影集。在The WB與UPN合併後，轉往The CW首播。本劇為The WB著名的影集之一。
本劇以節奏明快的對話融入流行文化而著稱，同時也獲得許多大獎的提名，並獲得了一項艾美獎。在娛樂周刊的“新電視經典”名單中，本劇列位第32名，同時也排進時代雜誌的“百大電視節目”中。
2015年10月，報導表示本劇將會有共4集的迷你影集《吉爾莫女孩：一年剪影》，每集為90分鐘，並將於Netflix首播。

## 劇情概要
故事背景設在小鎮星城（Stars Hollow），以兩代吉爾莫家族女主角為主的感情、日常生活，很生活日常的劇情。
故事從羅莉（Rory）的高中生涯說起，羅莉從小以進入哈佛大學為目標，萊拉（Lorelai）計畫把羅莉從普通高中轉學到私立高中就讀，但萊拉只是在一間獨立旅店上班的職員，收入只夠維持母女倆的生活開銷，羅莉私立高中的學費對萊拉是筆不小的負擔。萊拉為了女兒的學業，決定低頭回去找多年不相往來的有錢媽媽幫忙（因為萊拉在16歲未婚生子，富有且有聲望的吉爾莫家很不諒解並且感到失望），而艾蜜莉（Emily）好不容易有機會參與女兒（孫女，雖然艾蜜莉從不承認）的生活，她非常樂意幫羅莉負擔學費，但要萊拉答應她的一個條件⋯⋯每星期五晚上和羅莉一起到艾蜜莉的家中吃晚餐，藉此瞭解孫女及女兒的生活近況及修復停滯多年的家庭關係。萊拉雖百般不願意，為了羅莉，她還是硬著頭皮接受了，而三代之間的關係也因此改善。

## 演員
| 演員            | 角色           | 登場季數 | 登場季數 | 登場季數 | 登場季數 | 登場季數 | 登場季數 | 登場季數 | 登場季數 | 登場季數 |
| 演員            | 角色           | 1        | 2        | 3        | 4        | 5        | 6        | 7        | 一年剪影 |          |
| --------------- | -------------- | -------- | -------- | -------- | -------- | -------- | -------- | -------- | -------- | -------- |
| 蘿倫·葛拉漢     | 萊拉·吉爾莫    | 主要     | 主要     | 主要     | 主要     | 主要     | 主要     | 主要     | 主要     |          |
| 艾麗絲·布莉達   | 羅莉·吉爾莫    | 主要     | 主要     | 主要     | 主要     | 主要     | 主要     | 主要     | 主要     |          |
| 梅麗莎·麥卡西   | 蘇姬·聖·詹姆斯 | 主要     | 主要     | 主要     | 主要     | 主要     | 主要     | 主要     | 客串     |          |
| 安慶名惠子      | 麗恩·金        | 主要     | 主要     | 主要     | 主要     | 主要     | 主要     | 主要     | 常設     |          |
| 耶尼克·楚斯戴爾 | 米契爾·傑拉德  | 主要     | 主要     | 主要     | 主要     | 主要     | 主要     | 主要     | 常設     |          |
| 斯科特·派特森   | 路克·丹恩斯    | 主要     | 主要     | 主要     | 主要     | 主要     | 主要     | 主要     | 主要     |          |
| 凱利·畢曉普     | 艾蜜莉·吉爾莫  | 主要     | 主要     | 主要     | 主要     | 主要     | 主要     | 主要     | 主要     |          |
| 愛德華·赫馬恩   | 李察·吉爾莫    | 主要     | 主要     | 主要     | 主要     | 主要     | 主要     | 主要     | [ a ]    |          |
| 傑瑞·帕達里基   | 迪恩·福爾斯特  | 常設     | 主要     | 主要     | 特別客串 | 特別客串 |          |          | 客串     |          |
| 麗莎·薇爾       | 派瑞絲·嘉樂    | 常設     | 主要     | 主要     | 主要     | 主要     | 主要     | 主要     | 常設     |          |
| 西恩·岡恩       | 柯克·葛里森    | 常設     | 常設     | 主要     | 主要     | 主要     | 主要     | 主要     | 常設     |          |
| 米洛·文提米利亞 | 傑斯·梅利亞諾  |          | 主要     | 主要     | 特別客串 |          | 特別客串 |          | 常設     |          |
| 克里斯·艾格曼   | 傑森·史戴爾斯  |          |          |          | 主要     |          |          |          | 客串     |          |
| 麥特·祖切利     | 羅根·漢茲伯格  |          |          |          |          | 常設     | 主要     | 主要     | 常設     |          |

註：
1. ↑  因愛德華·赫馬恩於2014年12月31日逝世，故該角將不會回歸。

### 主要角色
| 演員                                 | 角色           | 備註 |
| ------------------------------------ | -------------- | --- |
| 蘿倫·葛拉漢 Lauren Graham            | 萊拉·吉爾莫    | 30多歲獨立的單親媽媽，她經營著一家當地旅館，對流行文化和咖啡充滿了熱愛。她在16歲時生下了，母女兩既是母女，亦是朋友。 |
| 艾麗絲·布莉達 Alexis Bledel          | 羅莉·吉爾莫    | 早熟、學業有成的萊拉（Lorelai）獨生女，演出開始時快16歲。 |
| 瑪莉莎·麥卡錫 Melissa Ann McCarthy   | 蘇祺·聖·詹姆斯 | 萊拉（Lorelai）活潑的最好朋友和旅館的廚師/共同所有人。 |
| 安慶名惠子 Christine Keiko Agena     | 蘭恩·金        | 羅莉（Rory）最好的朋友，她過著秘密的生活，通過成為一名搖滾歌手來挑戰她嚴格、虔誠的母親。 |
| 史考特·帕特森 Scott Gordon-Patterson | 路克·丹恩斯    | 脾氣暴躁但心地善良的餐館老闆；萊拉（Lorelai）的朋友和最終的愛人。 |
| 耶尼克·楚斯戴爾 Yanic Truesdale      | 米歇尔·杰勒德  | 萊拉和蘇祺的旅館脾氣暴躁的法國接待員。 |
| 凱利·畢曉普 Kelly Bishop             | 艾蜜莉·吉爾莫  | 吉爾莫家族的女家長，生活在上流社會的家庭主婦。她和萊拉的關係很緊張。 |
| 愛德華·赫馬恩 Edward Herrmann        | 李察·吉爾莫    | 吉爾莫家族的知識家長，從事保險工作。他和艾蜜莉幫助羅莉支付學費和大學費用。 |
| 麗莎·薇爾 Liza Rebecca Weil          | 派瑞絲·蓋勒    | 羅莉（Rory）在高中和大學期間的頑強剋星和最終朋友。（第2-7季主要角色；第1季常設角色） |
| 傑瑞·帕達里基 Jared Padalecki        | 迪恩·福爾斯特  | 羅莉（Rory）在第1-3季的男友，他從芝加哥搬到了星城 (Stars Hollow）。在與羅莉背叛後，後來與林賽結婚並離婚。（第2-3季主要角色；第1、4-5季常設角色） |
| 米洛·文提米利亞 Milo Ventimiglia     | 傑斯·馬里亞諾  | 路克陷入困境的侄子愛上了羅莉（Rory）並成為了一個強烈但短暫的男朋友。在第3季結束時，他搬走與父親住在一起。（第2-3季為主要角色；第4季常設角色；第6季客串角色）                                                                                             |
| 西恩·岡恩 Sean Gunn                  | 柯克·葛里森    | 星城 (Stars Hollow）的古怪居民，在鎮上從事許多工作。他對萊拉（Lorelai）表現出浪漫的興趣，但被拒絕了。他後來約會了一個名叫露露的女孩——他們仍在《吉爾莫女孩：一年剪影》（Gilmore Girls: A Year in the Life）繼續交往著。（第3-7季主要角色；第1-2常設角色） |
| 克里斯·埃吉曼 Chris Eigeman          | 傑森·史戴爾斯  | 萊拉（Lorelai）的男朋友和李察短暫的商業夥伴。 |
| 馬特·朱克瑞 Matt Czuchry             | 洛根·漢茲伯格  | 羅莉（Rory）在第5-7季的男朋友，是紐約時報式的出版家族的繼承人，類似於Ochs-Sulzberger家族。 |

### 常設角色
- 莉茲·托瑞絲（Liz Torres）- 飾演Patty小姐（Miss Patty）

友好善良且八卦的小鎮舞蹈老師。
- 艾蜜莉·卡羅達（Emily Kuroda）- 飾演金太太（Mrs. Kim）

蘭恩嚴格的基督教會母親，與女兒關係緊張。
- 薩莉·斯特拉瑟斯（Sally Struthers）- 飾演芭比（Babette Dell）

萊拉（Lorelai）古怪但友好的鄰居和鎮上的八卦王之—，她也是Patty小姐的好友。
- 傑克遜·道格拉斯（Jackson Douglas）- 飾演傑克森（Jackson Belleville）

蘇祺（Sookie）的丈夫和當地農民，他和蘇祺（Sookie）在整個節目中共有兩個孩子。
- 邁克爾·溫特斯（Michael Winters (actor)）- 飾演泰勒·杜斯（Taylor Doose）

一個經常用他的要求和規則激怒路克的鎮長。
- 大衛·薩克利夫（David Sutcliffe）- 飾演克里斯多夫·海登（Christopher Hayden）

羅莉（Rory）的父親，與萊拉（Lorelai）有著斷斷續續的關係。（第1-3季；第5-7季）
- 謝莉·科爾（Shelly Cole）- 飾演Madeline Lynn

派瑞絲（Paris）和羅莉（Rory）的瘋狂高中朋友。（第1-4季）
- 蒂爾·雷德曼（Teal Redmann）- 飾演路易絲·格蘭特（Louise Grant）

派瑞絲（Paris）和羅莉（Rory）的瘋狂高中朋友。（第1-4季）
- 查德·麥可·莫瑞（Chad Michael Murray）- 飾演崔斯汀·杜格雷（Tristin DuGray）

一個富有的奇爾頓學生，迷戀羅莉（Rory），後來由於他的不良行為而被轉學。（第1-2季）
- 達金·馬修斯（Dakin Matthews）- 飾演 Hanlin Charleston

奇爾頓學校（Chilton）的校長，李察和艾蜜莉的朋友。（第1-4季）
- 梅莉蓉·蘿絲（Marion Ross）- 飾演 Lorelai“Trix”Gilmore

李察尖酸刻薄的母親，以批評艾蜜莉為樂。（第 1-4 季）
- 麗莎·安·哈德利（Lisa Ann Hadley）- 飾演瑞秋（Rachel）

路克的攝影師和旅遊者前女友。（第1季）
- 艾利克斯·布斯汀（Alex Borstein）- 飾演Drella

獨立旅館的豎琴師（第1季）和“Miss Celine”，艾蜜莉的裁縫。（第5季）
- 蘿絲·阿布杜（Rose Abdoo）- 飾演Gypsy

星城 (Stars Hollow）的汽車維修工。（第2-7季）
- 卡洛爾·金（Carole King）- 飾演Sophie Bloom

蘭恩經常光顧的Sophie's Music商店的老闆。（第2、5-6季）
- 比夫·葉格（Biff Yeager）- 飾演湯姆（Tom）

星城 (Stars Hollow）的承包商。（第2-4季；第6季）
- 艾密莉·貝吉爾（Emily Bergl）- 飾演Francie Jarvis

奇爾頓學校（Chilton）的學生。（第2-3季）
- 托德·羅威（Todd Lowel）- 飾演Zach Van Gerbig

蘭恩的Hep Alien樂團成員，最終成為蘭恩的丈夫，他們有一對雙胞胎兒子。（第3-7季）
- 約翰·卡布雷拉（John Cabrera）- 飾演Brian Fuller

蘭恩的Hep Alien樂團成員。（第3-7季）
- 翠西亞・歐凱莉（Tricia O'Kelley）- 飾演Nicole Leahy

路克第3-4季的律師女友和短期妻子。（第3-4季）
- 阿莉爾·凱貝爾（阿莉尔·凯贝尔）- 飾演Lindsay Lister

迪恩的女友和妻子——後來他和羅莉（Rory）背叛了她，他們離婚了。（第3-5季）
- 亞當·布羅迪（亞當·布羅迪）- 飾演戴夫（Dave Rygalski）

蘭恩的Hep Alien樂團成員和第3季的男朋友——他們後來在Dave上大學時分手。（第3季）
- 塞巴斯蒂安·巴赫（Sebastian Bach）- 飾演Gil

蘭恩的Hep Alien樂團成員。（第4-7季）
- 丹尼·史莊（Danny Strong）- 飾演多伊爾（Doyle McMaster）

派瑞絲（Paris）的男友，曾任耶魯日報編輯。（第4-7季）
- 凱薩琳·威爾赫特（Kathleen Wilhoite）- 飾演Liz Danes

路克輕浮且不負責任的姐姐和傑斯的母親。（第4-7季）
- 邁克·德路易斯（邁克·德路易斯）- 飾演T.J.

路克的呆笨但心地善良的姐夫。（第4-7季）
- 韋恩·威爾克斯（韋恩·威爾克斯）- 飾演馬蒂（Marty）

羅莉（Rory）在耶魯大學的朋友，對她有單戀 。（第4-5季；第7季）
- 蕾妮·貝爾（Rini Bell）- 飾演露露（Lulu Kuschner）

柯克的女友。（第4-7季）
- 艾倫·洛易莎（Alan Loayza）- 飾演柯林（Colin McCrae）

洛根富有的朋友。（第5-6季）
- 坦克·薩德（Tanc Sade）- 飾演芬恩（Finn）

洛根富有的朋友。（第5-6季）
- 格雷格·亨黎（Gregg Henry）- 飾演Mitchum Huntzberger

洛根的父親和報業大亨。（第5-7季）
- 凡妮莎·馬拉諾（Vanessa Nicole Marano）- 飾演April Nardini

路克在第6季中發現了他“失散多年”的青春期前女兒。（第6-7季）
- 雪琳·芬（Sherilyn Fenn）- 飾演安娜·納爾迪尼（Anna Nardini）

路克在第6季中發現了他“失散多年”的青春期前女兒。（第6-7季）
- 克萊斯汀·瑞特（Krysten Ritter）- 飾演Lucy

羅莉（Rory）的朋友Lucy。（第7季）
- 蜜雪兒·昂金科（Michelle Ongkingco）- 飾演Olivia Marquont

羅莉（Rory）的朋友。（第7季）

## 集數
| 季數 | 季數 | 集數 | 播出日期       | 播出日期       | 電視網  |
| 季數 | 季數 | 集數 | 首播           | 季終           | 電視網  |
| ---- | ---- | ---- | -------------- | -------------- | ------- |
|      | 1    | 21   | 2000年10月5日  | 2001年5月10日  | The WB  |
|      | 2    | 22   | 2001年10月9日  | 2002年5月21日  | The WB  |
|      | 3    | 22   | 2002年9月24日  | 2003年5月20日  | The WB  |
|      | 4    | 22   | 2003年9月23日  | 2004年5月18日  | The WB  |
|      | 5    | 22   | 2004年9月21日  | 2005年5月17日  | The WB  |
|      | 6    | 22   | 2005年9月13日  | 2006年5月9日   | The WB  |
|      | 7    | 22   | 2006年9月26日  | 2007年5月15日  | The CW  |
|      | 有限 | 4    | 2016年11月25日 | 2016年11月25日 | Netflix |

### 第一季
羅莉（Rory）被奇爾頓學校（Chilton）錄取，這所私立學校將讓她實現去哈佛上大學的畢生夢想。由於私立學校的價格昂貴，萊拉（Lorelai）必須與她有錢的父母聯絡借錢，她已經有很長時間沒有聯繫了他們了。艾蜜莉和李察同意幫忙支付學費，但有一個條件；萊拉（Lorelai）和羅莉（Rory）必須每週五和他們一起共進晚餐。羅莉（Rory）很難在奇爾頓學校（Chilton）安頓下來，努力滿足私立學校的要求，並引起了她的學術競爭對手派瑞絲·嘉樂的憤怒。她遇到了她的第一個男朋友迪恩，但當羅莉（Rory）沒有回應他的“我愛你”，而是說“謝謝你”時，兩人分手了。在被羅莉（Rory）的老師麥克斯·梅迪納浪漫追求之後，萊拉（Lorelai）懷著矛盾的心情決定給這段關係一個機會。這種動態在萊拉（Lorelai）和羅莉（Rory）之間造成了一些緊張關係。同時，萊拉（Lorelai）與當地餐館老闆路克·丹尼斯（Luke Danes）有著密切的友誼，鎮上有幾個人評論了他們是相互吸引的——但萊拉否認，路克沒有採取行動。羅莉（Rory）的父親克里斯多夫·海登回來了，也想和萊拉在一起，但她告訴他，他太不成熟了，不適合家庭生活。一直以來，萊拉都在努力適應她的父母經常出現在她的生活中。艾蜜莉和李察喜歡與孫女發展的新關係，但也意識到他們錯過了多少。本季結束時，羅莉（Rory）與迪恩復合，麥克斯向萊拉（Lorelai）求婚。

### 第二季
萊拉（Lorelai）接受了麥克斯的求婚，但在婚禮前不久意識到感覺不對，於是他們分手了。她和蘇祺對在破舊的獨立旅館開店感到興奮，但老闆拒絕出售。蘇祺與當地農民傑克森訂婚。路克十幾歲的侄子傑斯·梅利亞諾在他的照顧下生活。傑斯對除了羅莉（Rory）之外的所有人都感到悶悶不樂和生氣。兩人建立了友誼，引起了迪恩的嫉妒。萊拉（Lorelai）不贊成他們的友好關係，將傑斯標記為對羅莉（Rory）的不良影響，尤其是當他們發生車禍並導致與路克發生爭執時。李察宣布他已經退休，但很快就感到無聊並成立了自己的保險公司。克里斯多夫似乎有他的生活在一起，萊拉（Lorelai）決定與他復合。但在蘇祺的婚禮上，克里斯多夫得知他最近分居的未婚妻懷孕了，決定回到她身邊，讓萊拉（Lorelai）傷心欲絕。與此同時，羅莉（Rory）衝動地親吻了傑斯。

### 第三季
羅莉（Rory）對傑斯的吸引力越來越強，但傑斯並沒有表現出愛意或知情，當他和新女友取笑她時，她變得嫉妒。迪恩不能忽視正在發生的事情並最終結束了他們的關係。羅莉（Rory）和傑斯立即成為情侶。與此同時，她和派瑞絲在奇爾頓學校（Chilton）擔任學生會主席這一年，並都向哈佛大學提交了申請。他們在本季的一部分時間裡與同學弗朗西競爭，弗朗西在派瑞絲和羅莉（Rory）之間造成了裂痕。當派瑞絲向她吐露她失去了童貞時，派瑞絲和羅莉（Rory）最終做出了彌補。當她沒有進入哈佛時，派瑞絲很傷心。羅莉被錄取，但她決定就讀耶魯大學，這讓艾蜜莉和李察很高興。獨立旅館在一場大火中嚴重受損，但在其年邁的主人去世後，萊拉（Lorelai）和蘇祺得以購買獨立旅館。傑斯強迫羅莉（Rory）與他發生性關係，這導致了迪恩和傑斯之間的拳頭戰鬥。路克開始與一位名叫妮可的律師約會。羅莉（Rory）最好的朋友金蘭恩 (Lane Kim) 創辦了一個名為Hep Alien的樂隊，並試圖說服她嚴格的母親讓她與吉他手戴夫約會，同時為樂隊保密。隨著本季的結束，傑斯突然離開星城 (Stars Hollow）去尋找他在加州分居的父親，而羅莉（Rory）成為了畢業生代表在畢業典禮。

### 第四季
羅莉（Rory）在耶魯大學開始了她的大學生活，她的室友派瑞絲現在是朋友。兩人都開始為耶魯日報工作. 迪恩很快娶了新女友林賽，羅莉（Rory）感到很驚訝。兩人在整個這季中再次變得更加親密，導致羅莉（Rory）在傑西回來並宣布他的愛時拒絕了他。萊拉（Lorelai）與蘇祺和他們的同事米歇尔一起整修了Dragonfly Inn，為開業做準備。萊拉（Lorelai）在此期間面臨經濟困難，最終與路克分手，路克因此借給她錢。她還開始與李察的新合夥人傑森斯蒂爾斯建立關係，她對父母保密。蘭恩的母親得知了Hep Alien樂團並將她趕出家門。蘇祺和傑克森有一個兒子。在傑森起訴李察離開他們的合夥關係並且萊拉（Lorelai）站在她父親一邊後，萊拉（Lorelai）和傑森分手了。艾蜜莉覺得被李察忽視了，兩人分居，李察搬進泳池房。路克和妮可在郵輪上私奔，但很快就決定離婚。在本季快結束時，路克承認他愛上了萊拉（Lorelai，並開始向她求愛。兩人終於在Dragonfly Inn的開幕夜接吻，而羅莉（Rory）則為已婚的迪恩失去了童貞。

### 第五季
羅莉（Rory）和艾蜜莉一起踏上了歐洲之旅，很少與萊拉（Lorelai）聯絡。當她回來時，在為與迪恩的婚外情道歉後，她與母親團聚。羅莉（Rory）在發現這件事後與迪恩分居後試圖改善與迪恩的關係，但當他意識到他們的生活有多麼不同時，這種關係很快就結束了。她愛上了洛根·亨茨伯格，一個富有的花花公子耶魯大學學生，父母認為她在下層。蘭恩與她的樂隊成員扎克（Zack）開始交往，派瑞絲開始與耶魯大學交往編輯多伊爾（Doyle）。蘇祺生下了她的女兒瑪莎。萊拉（Lorelai）和路克開始了一段戀情。艾蜜莉和李察-他們重聚並更新他們的婚禮誓言 - 不同意，艾蜜莉通過告訴克里斯多夫試圖贏回她來干預。克里斯多夫出現在艾蜜莉和李察的誓言更新中，表白了他對萊拉（Lorelai）的愛，這讓路克不知所措，導致他和萊拉（Lorelai）之間的短暫分離以及萊拉（Lorelai）和艾蜜莉之間的重大爭吵。羅莉（Rory）在洛根父親的報紙實習，但當他告訴她“沒有這份工作”時，他感到沮喪。羅莉（Rory）因此大發雷霆，她和洛根因偷了一艘遊艇而被捕，之後羅莉（Rory）宣布她將離開耶魯，並與祖父母一起搬到他們的泳池房。當萊拉（Lorelai）看到路克對這種情況有多支持時，她向他求婚。

### 第六季
萊拉（Lorelai）對羅莉（Rory）的行為感到震驚，但堅持認為她不能強迫她回到耶魯：這是羅莉（Rory）必須為自己做出的決定。母女六個月不說話。羅莉（Rory）必須完成社區服務，艾蜜莉（Emily）讓她在DAR找到一份工作。李察開始擔心，但最終，在傑斯的鼓勵下，羅莉（Rory）回到耶魯並與萊拉（Lorelai）團聚。她取代派瑞絲成為耶魯日報的編輯，這導致他們的友誼出現問題，在與洛根短暫分離後，關係變得嚴重。當洛根的父親把羅莉（Rory）送到倫敦工作時，羅莉（Rory）被壓垮了。Hep Alien樂團解散然後一起回來；蘭恩和扎克結婚了。萊拉（Lorelai）計劃與路克舉行婚禮，但當路克得知他有一個12歲的女兒，名叫艾普麗爾時（April），事情變得困難了。他開始與她建立關係，但卻與萊拉（Lorelai）疏遠。萊拉（Lorelai）試圖接受這一點，但最終還是打斷了他並向他發出了最後通牒。當他不同意私奔時，萊拉（Lorelai）去找克里斯多夫尋求安慰。

### 第七季
萊拉（Lorelai）和路克在她告訴他她和克里斯多夫一起睡後正式分手。沒過多久，克里斯多夫說服萊拉（Lorelai）嘗試一段感情。克里斯多夫收到雪莉汀斯代爾的來信，雪莉汀斯代爾是克里斯多夫的前女友，也是他第二個孩子喬治亞州的母親。信中說她想再次成為喬治亞生活的一部分，並要求她在巴黎與她共度時光。萊拉（Lorelai）和克里斯多夫決定和喬治亞一起去安頓她。兩人在巴黎旅行期間自發結婚。在她的母親將他們搬到新墨西哥州後，路克發生了一場監護權之爭，他要求萊拉（Lorelai）給他寫一封角色參考。路克最終贏得了在假期看到艾普麗爾時（April）的權利。克里斯多夫發現了萊拉（Lorelai）寫的關於路克的內容，他很沮喪。萊拉（Lorelai）和克里斯多夫承認他們在一起不合適，他們離婚了，儘管後來從未顯示或提及離婚。蘭恩和扎克生了雙胞胎，蘇祺又懷孕了。羅莉（Rory）完成了她大學的最後一年。她和洛根在異地戀中度過了半個季，直到他最終搬回紐約。他提議，但羅莉（Rory）說她想保持她的選擇開放，這導致他們分開。她對畢業後要做什麼感到恐慌；在遭到拒絕後，她得到了一份工作報告巴拉克奧巴馬競選路線。星城 (Stars Hollow）為羅莉（Rory）舉辦了一個驚喜的告別派對。當萊拉（Lorelai）發現路克舉辦了這件事時，兩人通過親吻和解。萊拉（Lorelai）向艾蜜莉（Emily）承諾，她將繼續參加週五晚上的晚餐。在萊拉（Lorelai）和羅莉（Rory）不得不在說再見之前在Luke's Diner吃了最後一頓早餐。

### 吉爾莫女孩：一年剪影
在原版系列結束九年後，Netflix製作了一個《吉爾莫女孩》的迷你影集。羅莉（Rory）在她的新聞事業中苦苦掙扎，在倫敦與洛根有一段不加任何條件的秘密戀情，同時嚴格來說還有一個她經常忘記的名叫保羅的男朋友。雖然洛根訂婚了，但他們兩人似乎無法分開。萊拉（Lorelai）和路克住在一起，但仍然存在溝通問題。李察最近死於心臟病發作，這導致萊拉（Lorelai）和艾蜜莉（Emily）之間的關係緊張，他們最終接受了聯合治療。萊拉（Lorelai）開始質疑她的生活，於是她前往加州，打算徒步穿越太平洋山脊小徑，在那裡她頓悟：她通過講述一個關於李察的快樂故事來修復與艾蜜莉（Emily）的裂痕，然後回家向路克求婚。艾蜜莉（Emily）決定賣掉吉爾摩的豪宅搬到楠塔基特，她開始在博物館工作。在傑斯的鼓勵下，羅莉（Rory）決定寫一本關於她生活的書，叫做Gilmore Girls。路克和萊拉（Lorelai）結婚後，羅莉（Rory）告訴媽媽她懷孕了。
該迷你劇於2020年11月在Up TV和The CW上播出，部分原因是後者網絡需要額外的節目來填補其在COVID-19 大流行期間的日程安排。

## 獎項
- 2001年：家庭電視獎－女演員獎（蘿倫·葛拉漢（英语：Lauren Graham））、新影集獎
- 2001年：電視評論家協會獎（英语：Television Critics Association Awards）－年度新節目獎
- 2001年：青年藝術家獎－最佳家庭電視影集、最佳電視影集青年女主角獎（艾麗絲·布莉達）
- 2001年：品質電視觀眾獎（英语：Viewers for Quality Television）－最佳戲劇類影集獎、最佳新影集獎、最佳影集女演員獎（蘿倫·葛拉漢）、最有趣的新角色獎（萊拉·吉爾莫）
- 2002年：家庭電視獎－女演員獎（艾麗絲·布莉達）
- 2002年：青年藝術家獎－最佳電視影集青年女配角獎（安慶名惠子）
- 2004年：黃金時段艾美獎－最佳電視劇非整形／假肢化妝獎
- 2004年：好萊塢化妝藝術與髮型工會獎－電視類最佳角色化妝獎、電視類最佳髮型獎
- 2005年：青少年選擇獎－電視選擇喜劇類影集獎、電視選擇喜劇類女演員獎（艾麗絲·布莉達）、電視選擇家長獎（蘿倫·葛拉漢）
- 2006年：葛蕾絲獎（英语：Gracie Awards）－最佳喜劇獎
- 2006年：媒體村電視迷獎－最佳喜劇類女演員獎（蘿倫·葛拉漢）、最佳喜劇類女配角獎（凱利·畢曉普（英语：Kelly Bishop））
- 2006年：青少年選擇獎－電視選擇喜劇類女演員獎（艾麗絲·布莉達）、電視選擇家長獎（蘿倫·葛拉漢）

## 收視
| 季數 | 美國首播期間 | 集數 | 播出電視台 | 排名 | 觀眾（以百萬計） |
| ---- | ------------ | ---- | ---------- | ---- | ---------------- |
| 1    | 2000-2001    | 21   | The WB     | #126 | 3.6              |
| 2    | 2001-2002    | 22   | The WB     | #121 | 5.2              |
| 3    | 2002-2003    | 22   | The WB     | #121 | 5.2              |
| 4    | 2003-2004    | 22   | The WB     | #157 | 4.1              |
| 5    | 2004-2005    | 22   | The WB     | #110 | 4.8              |
| 6    | 2005-2006    | 22   | The WB     | #119 | 4.5              |
| 7    | 2006-2007    | 22   | The CW     | #129 | 3.7              |